# Mixcoatl Totepeuh
Secondo la mitologia nahua Mixcoatl Totepeuh,noto anche semplicemente come Mixcoatl(che è nome di una divinità azteca) è un guerriero cicilmeco.
Secondo un manoscritto spagnolo si fecondò con Chimalman,una donna culhuacana ed ebbe come figlio Cē Ācatl Topītzin Quetzalcōātl,un re azteco.